# 惑星メフィウス
『スターアーサー伝説I 惑星メフィウス』（スターアーサーでんせつわん わくせいメフィウス、LEGENDS OF STARARTHUR PLANET MEPHIUS）は、1983年およびそれ以降にT&E SOFTから発売された日本のコンピュータゲーム。

## 概要
本作は、T&E SOFTによる、同社初のコマンド入力形式によるアドベンチャーゲームである。本作は3つのステージに分けられており、カセットテープ版は3本組というボリュームで、当時としては壮大なストーリー性と、それまでの『ミステリーハウス』など従来のアドベンチャーゲームに見られたラインのみの描画表示ではなく、フルカラーのグラフィック表示による演出が特徴的だった。また、本作は国産初のVHD対応アドベンチャーゲームとして移植、発売された。
映画の『スター・ウォーズ』と『アーサー王伝説』が制作のヒントになった。本作はスターアーサー伝説シリーズとして、後に『暗黒星雲』、『テラ4001』が発売された。3シリーズ全てが発売された対応機種はFM-7対応版とPC-6001mkII対応版のみである。
1980年代の発売当時は、パソコンショップなどで配布されていた『T&Eマガジン』にて、漫画版『スターアーサー伝説』が連載されていた。

## ゲーム内容
宇宙暦3826年、惑星シークロンが侵略者ジャミルの手にかかり、壊滅状態となる。主人公であるスターアーサー・ミルバックはジャミルの野望を打ち砕くため、伝説の剣レイソードを求めて惑星メフィウスへと向かう。

## スタッフ
- プロデュース、プログラム：横山英二
- コンサルティング：横山俊朗
- グラフィックデザイン：浜島勇次、三浦かよ子
- 音楽：山田照雄

## 反響
本作はSF映画の主人公となるようなプレイ感覚で人気を博し、初期のアドベンチャーゲーム作品を代表する一作として知られるようになった。

### 評価
ライターの佐々木潤は、単語数が限定されていることや、単語のチェック機能などが搭載された点について、当時発売されたアドベンチャーゲームの中では初心者に優しい仕様だったと振り返っている。
一方で、佐々木はストーリーを読んでいればテープ1で悪戦苦闘することはないとしつつも、テープ1で躓いたプレイヤーが多かった理由について、マニュアルを読めない状況で遊んでいた者が一定数いたのではないかと推測している。また、佐々木は描画スピードが遅い点についても指摘している。

## VHD版
VHD版は日本ビクターが企画、アニメーションを東映動画が作成し、ソフトウェア部の開発をT&E SOFTが行った。
オリジナルではCGで描かれていたゲーム画面をセルアニメとして書き起こし、コマンド入力待ち状態でもVHDの映像や音が流れ続けるなど、ビジュアル面での強化が図られた。また、オリジナルの美少女キャラクタが登場するなど内容面においても手が加えられた。

## 関連書籍
- 「スターアーサー伝説」惑星メフィウスはこうして作られた（1984年6月、東京書籍）